# Trest smrti na Fidži
Trest smrti na Fidži byl za běžné zločiny zrušen v roce 1979. Za všechny zbývající zločiny byl zrušen v roce 2015. Poslední poprava byla v zemi vykonána v roce 1964, ještě před tím, než Fidži získalo 10. října 1970 nezávislost.
V srpnu 2024 navrhla ministryně pro ženy a děti Lynda Tabuya obnovení trestu smrti za účelem boje proti ilegálnímu obchodu s drogami.